# Tobago
Tobago è la più piccola delle due isole che costituiscono lo Stato di Trinidad e Tobago (l'altra isola è quella di Trinidad).
L'isola ha una superficie di circa 300 km²; comprendendo anche le isole minori di Little Tobago, St. Giles Island, Goat Island e Sisters' Rock arriva a circa 303 km².
La popolazione è pari a circa 50 000 abitanti.
L'isola è ricompresa nella Regione Autonoma di Tobago; il capoluogo di Western Tobago è Scarborough, quello di Eastern Tobago Roxborough.

## Geografia antropica

### Città principali
- Arnos Vale
- Canaan
- Carnbee
- Charlotteville
- Crown Point
- Plymouth
- Roxborough
- Speyside